# Komárom
Komárom (eslovaco: Komárno, alemão: Komorn) é uma cidade da Hungria, na margem direita do Danúbio, localizada no condado de Komárom-Esztergom. Sua população é de 19 600 habitantes (2001).
Esta parte da cidade de Komárom era antigamente uma vila suburbana separada, chamada Újszőny, unificada com a cidade histórica de Komárom no lado esquerdo do Danúbio somente em 1896. Com o tratado de Trianon (1920), a parte da cidade no lado esquerdo do rio passou a pertencer à Tchecoslováquia (posteriormente, à Eslováquia), com o nome de Komárno; os húngaros ainda a chamam de Komárom ou, informalmente, Révkomárom, para distingui-la da parte da cidade que permaneceu no território da Hungria. 
A parte sul da cidade, em território húngaro, manteve o nome Komárom, e começou a desenvolver-se a partir da separação. Entre 1938 e 1945, Komárno foi anexada à Hungria e reunida à Komárom da margem direita do Danúbio; voltou em seguida a pertencer à Tchecoslováquia.
A perspectiva da abolição dos controles fronteiriços entre Hungria e Eslováquia, resultado da adesão de ambos os países à União Europeia, facilitará uma reunião de facto das duas cidades.